# 或十せねか
或十 せねか（あると せねか、7月7日 - ）は、日本の漫画家、イラストレーター。静岡県出身。
キルタイムコミュニケーション発行の『コミックアンリアル』にて同誌の看板作品とも言える『Brandish』を、富士見書房発行の『月刊ドラゴンエイジ』にて『せんごくっ!? 〜悠久乱世恋華譚〜』を、それぞれ連載している。
漫画原作者のRusty Soulと共同で同人サークル「VENOM」を主宰している。

## 人物
中学時代より同人活動を始め、高校時代にRusty Soulと出会い、その後2人による同人サークル「VENOM」を旗揚げした。商業・同人共に漫画作品についてはRusty Soulがシナリオを担当し、或十が作画を担当するスタイルとなっている。

## 作品リスト

### 漫画
一般向け
- 『せんごくっ!? 〜悠久乱世恋華譚〜』 （2009年 - 2012年、原作：Rusty Soul、富士見書房『月刊ドラゴンエイジ』連載、全5巻）
- 『性食鬼 Aliens Meet Girls』 （2019年 - 、原作：Rusty Soul、原案：稲光伸二、秋田書店『どこでもヤングチャンピオン』連載、既刊7巻）

成人向け
- 『Brandish』 （2007年 - 2014年、原作：Rusty Soul、キルタイムコミュニケーション『コミックアンリアル』連載、全6巻）
- 『the Savior Witch 美樹』 （2006年12月27日発売[4]、原作：Rusty Soul、キルタイムコミュニケーション『闘姫陵辱』連載、ISBN 4-86032-341-6）
- 『Curse Eater 呪詛喰らい師』 （2018年4月27日発売[5]、原作：Rusty Soul、原案：蒼井村正、キルタイムコミュニケーション『正義のヒロイン姦獄ファイル』→『敗北乙女エクスタシー』2015年 - 2018年連載、ISBN 978-4-7992-1137-3）
  - 『Curse Eater 呪詛喰らい師 お風呂ポスター付き特装版』 （2018年4月27日発売[6]、JAN 4560297221053）
- 『Eat Meat Girl』[7] （2018年11月30日発売[8]、原作：Rusty Soul、文苑堂『COMIC BAVEL』2017年 - 2018年連載、ISBN 978-4-86117-309-7）

### イラスト
- 『呪詛喰らい師』 （著：蒼井村正、キルタイムコミュニケーション〈あとみっく文庫〉）
- 『三姉妹と調教対決!勝ったら弟にしてあげる』 （2010年1月18日発売[9]、著：あすなゆう、フランス書院〈美少女文庫〉、ISBN 978-4-82965-912-0）
- 『対魔忍アサギ～決戦アリーナ～』 キャラクターデザイン提供（DMM.R18）
- 『Lord of Walkure』 キャラクターデザイン提供（DMM GAMES）
- 『CIRCLET PRINCESS』 キャラクターデザイン提供（DMM GAMES）

### ゲーム原画
- 『虹を見つけたら教えて。』 （パッケージ版：2004年10月29日発売 / ダウンロード版：2010年11月6日発売、ACTRESS・成人向）
- 『夏いろペンギン』 （2009年11月27日発売、Littleprincess・成人向）
- 『さくらシンクロニシティ』 （2015年2月27日発売、WHITESOFT・成人向）